# Wellington Cathedral of Saint Paul

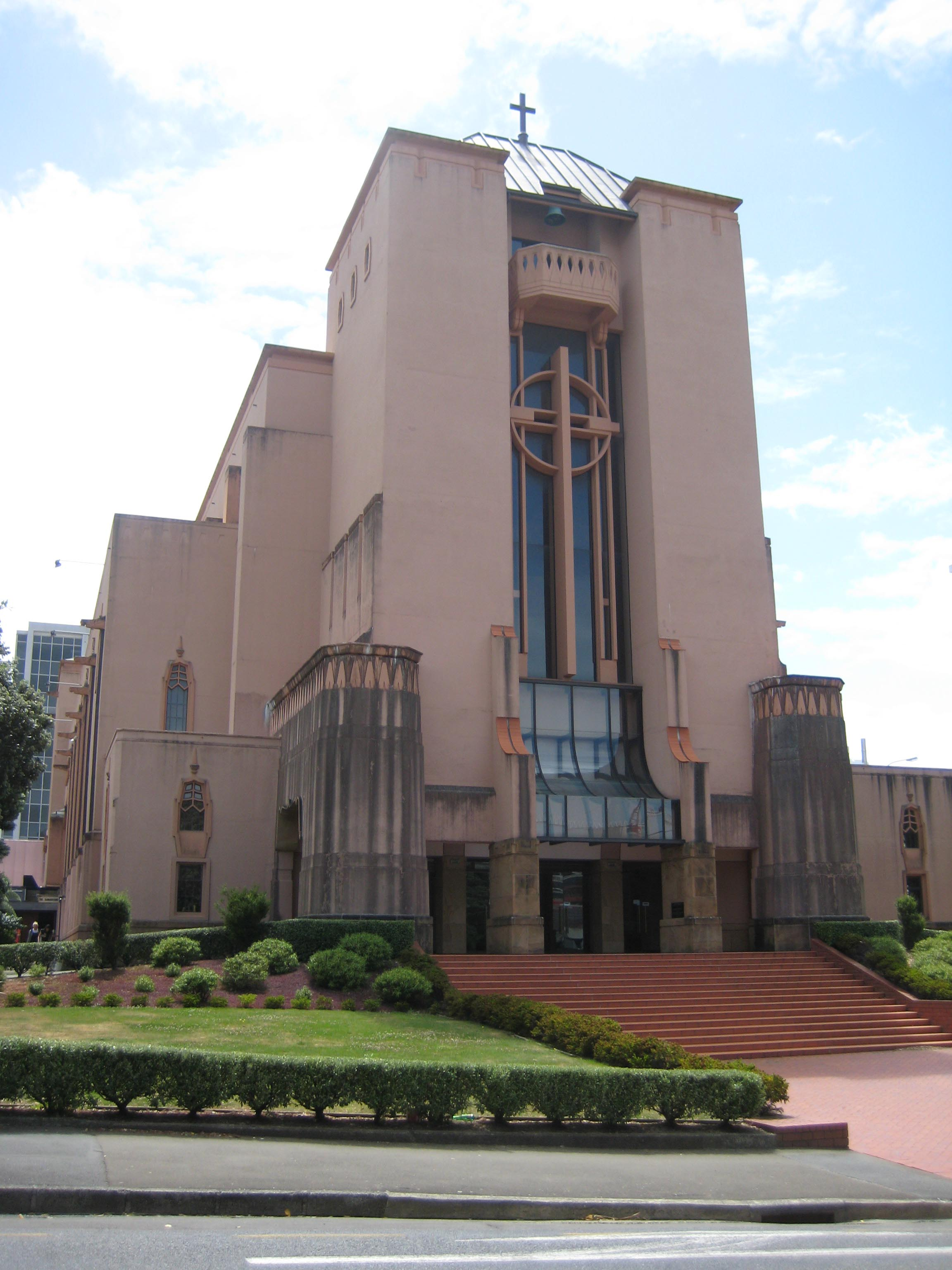
Cathedral of Saint Paul

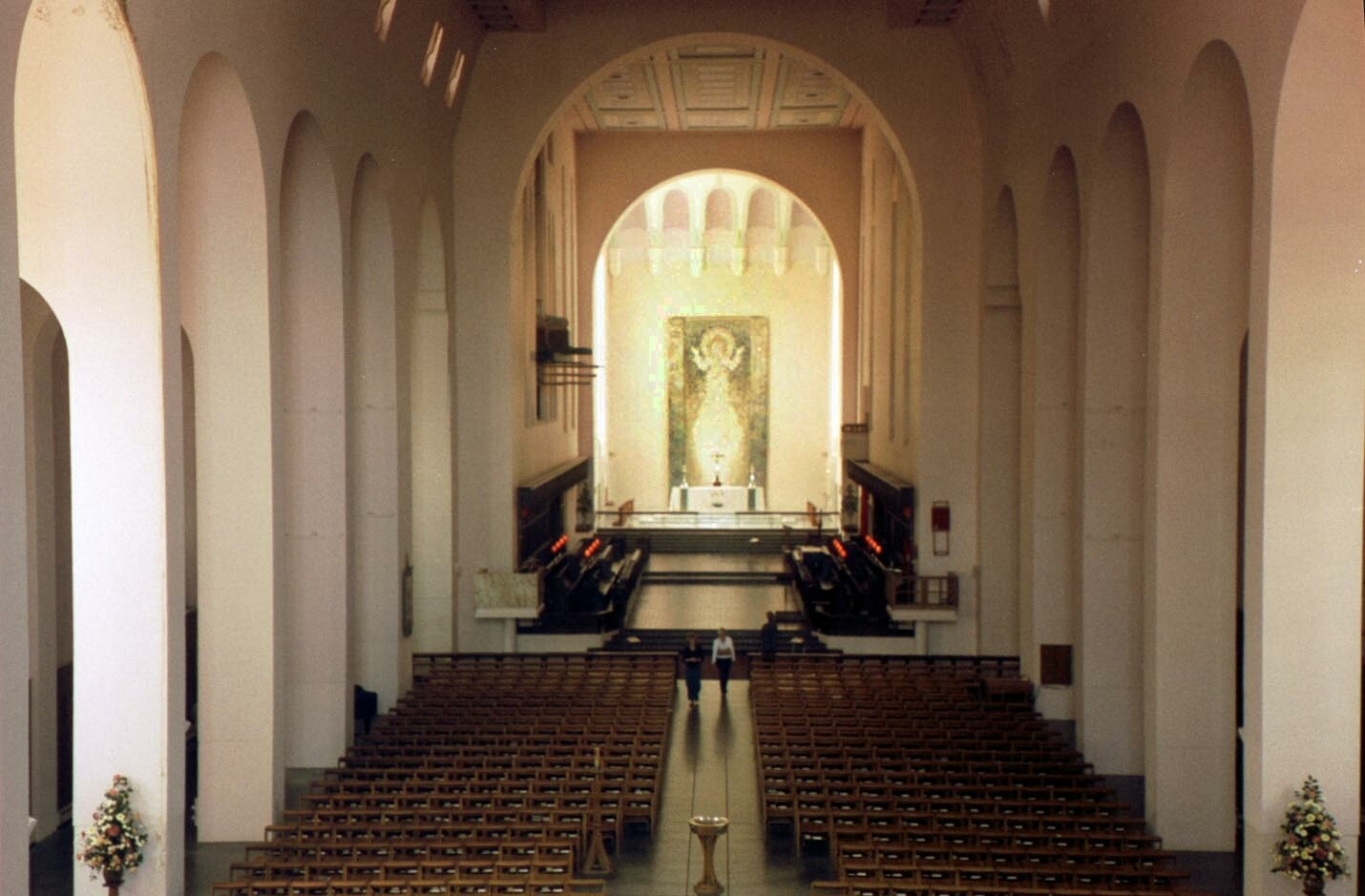
Inneres

Die Wellington Cathedral of St Paul ist die Kathedrale der Diözese Wellington der Anglican Church in Aotearoa, New Zealand and Polynesia und Sitz des Bischofs von Wellington dieser Kirche.

## Bauwerk
Die Errichtung des Gebäudes begann 1955 und wurde erst 1998 abgeschlossen, obwohl das Gebäude bereits seit 1964 als Kathedrale genutzt wurde. Sie wurde aus Stahlbeton errichtet, da das Hawke’s-Bay-Erdbeben von 1931 andere Bauweisen ausschloss. Die hölzerne Lady Chapel an der Nordseite der Kathedrale wurde 1990 von ihrem ursprünglichen Standort im Stadtteil Paraparaumu an diesen Ort umgesetzt.
Vorgänger der heutigen Kathedrale waren eine Kirche der frühen Siedler in Neuseeland hinter dem heutigen Standort des Beehive und die heute als Old Saint Paul’s bekannte Kirche. Der Haupteingang der Kathedrale liegt in der Hill Street im Stadtteil Thorndon, ein weiterer wichtiger Eingang in der Molesworth Street.

## Ausstattung

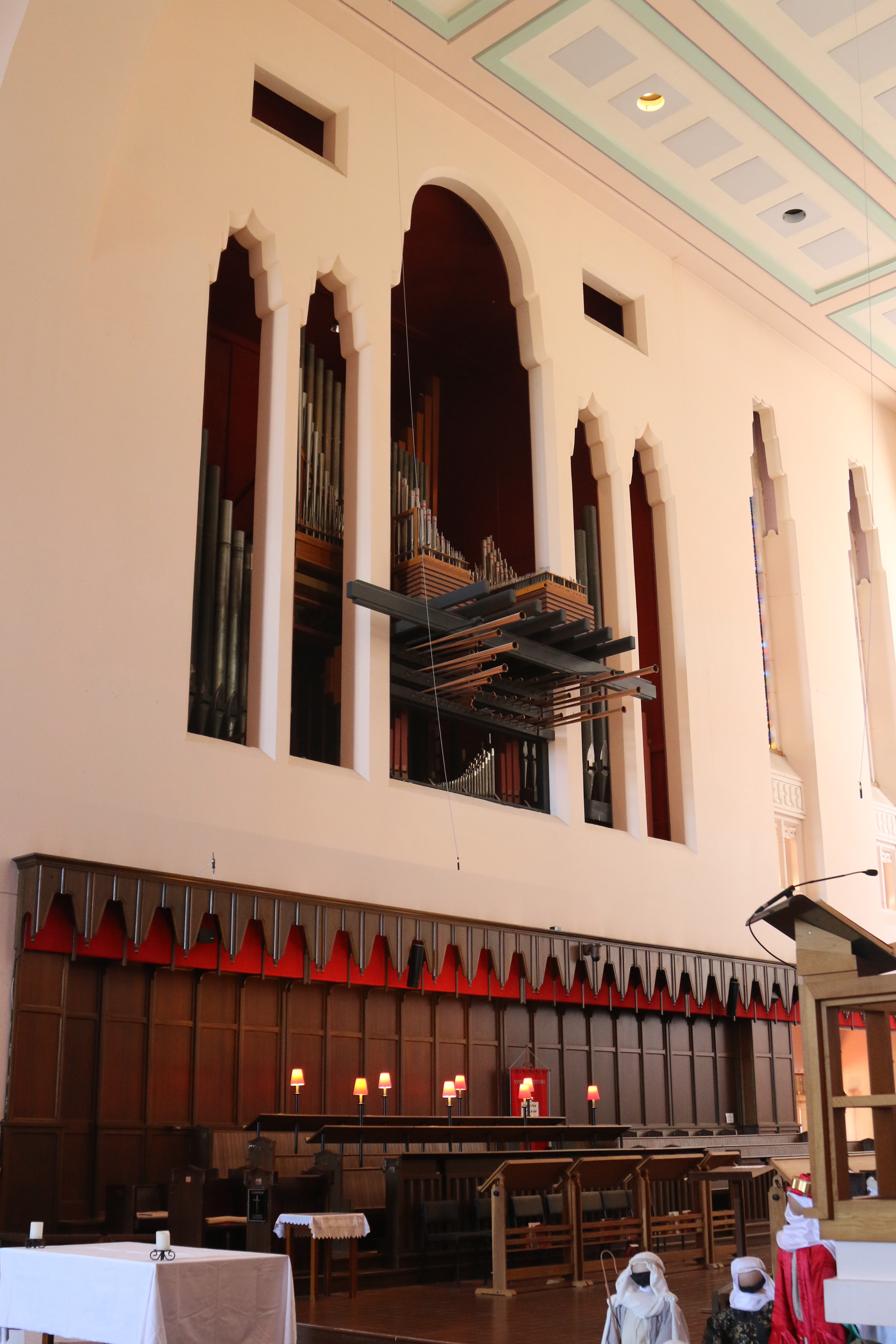
Blick auf die Orgel

Die Orgel wurde 1877 ursprünglich für die Alte St. Paul’s Cathedral gebaut, und in den 1930er Jahren durch die Orgelbaufirma Lawton and Osborne (Auckland) reorganisiert und erweitert. 1964 wurde die Orgel in der neuen Kathedrale aufgestellt, und dort im Jahre 1976 durch den Orgelbauer George Croft and Son (Auckland) erneut reorganisiert und ausgebaut; das dafür erforderliche Pfeifenmaterial wurde aus England und Deutschland importiert. Das heutige Instrument hat 62 Register (3.531 Pfeifen) auf vier Manualwerken und Pedal.
| Great Organ C–   |        |
| Double Diapason  | 16′    |
| Open Diapason I  | 8′     |
| Open Diapason II | 8′     |
| Principal        | 8′     |
| Stopped Diapason | 8′     |
| Octave           | 4′     |
| Nason Flute      | 4′     |
| Twelfth          | 2 ⁄3′  |
| Fifteenth        | 2′     |
| Seventeenth      | 1 3⁄5′ |
| Mixture IV       |        |
| Trumpet          | 8′     |
| Clarion          | 4′     |

| Positive Organ C–    |       |
| Gedackt              | 8′    |
| Rohr Flute           | 4′    |
| Principal            | 2′    |
| Quint                | 1 ⁄3′ |
| Octave               | 1′    |
| Cimbel III           |       |
| Cromorne             | 8′    |
| Trompette en Chamade | 8′    |

| Swell Organ C–    |     |
| Lieblich Bourdon  | 16′ |
| Geigen Principal  | 8′  |
| Liebliech Gedackt | 8′  |
| Viol di Gamba     | 8′  |
| Voix Celeste      | 8′  |
| Principal         | 4′  |
| Lieblich Flute    | 4′  |
| Fifteenth         | 2′  |
| Mixture III       |     |
| Fagotto           | 16′ |
| Trompette         | 8′  |
| Hautboy           | 8′  |
| Vox Humana        | 8′  |
| Clarion           | 4′  |
| Tremulant         |     |

| Solo Organ C–        |        |
| Dulciana             | 8′     |
| Claribel             | 8′     |
| Wald Flute           | 4′     |
| Nazard               | 2 ⁄3′  |
| Piccolo              | 2′     |
| Tierce               | 1 3⁄5′ |
| Larigot              | 1 ⁄3′  |
| Flageolet            | 1′     |
| Clarinet             | 8′     |
| Gallery Trumpet      | 8′     |
| Trompette en Chamade | 8′     |
| Tremulant            |        |

| Pedal Organ C–  |     |
| Sub Bourdon     | 32′ |
| Open Wood       | 16′ |
| Open Metal      | 16′ |
| Sub Bass        | 16′ |
| Echo Bass       | 16′ |
| Octave          | 8′  |
| Bass Flute      | 8′  |
| Fifteenth       | 4′  |
| Octave Flute    | 4′  |
| Open Flute      | 2′  |
| Mixture IV      |     |
| Contra Bombarde | 32′ |
| Bombarde        | 16′ |
| Fagotto         | 16′ |
| Octave Bombarde | 8′  |
| Schalmey        | 4′  |